# Klerksdorp
Klerksdorp è una città del Sudafrica facente parte della Provincia del Nordovest; situata nella Municipalità locale di City of Motlosana è la sede amministrativa della Municipalità distrettuale di Dr Kenneth Kaunda.

## Storia
La città fu fondata nel 1837 quando i Voortrekkers si stabilirono sulle rive del fiume Schoonspruit, che ancora attraversa la città. Il più importante dei primi coloni fu C.M. du Plooy, il quale rivendicò una fattoria di circa 160 km² e chiamata Elandsheuwel (Collina delle antilopi). Egli concesse terreni e diritto di pascolo ad altri Voortrekkers, in cambio del lavoro per la costruzione di una diga e di un canale di irrigazione. All'insieme di tutte queste fattorie venne dato il nome di Klerksdorp, in onore del primo landdrost (magistrato) della zona, Jacob de Clerq.
Nell'agosto del 1886 fu scoperto l'oro nel distretto di Klerksdorp da MG Jansen van Vuuren e nel Witwatersrand, che si trova circa 160 km ad est. Migliaia di persone in cerca di fortuna invasero il piccolo villaggio, trasformandolo in una città con 70 taverne e un proprio centro di commercio. La necessità di avere a disposizione attrezzature sofisticate e costose, indusse molti cercatori d'oro ad andarsene alla fine del 1890, causando il declino dell'industria mineraria di estrazione dell'oro.
Durante la seconda guerra boera (1899-1902), ci furono pesanti combattimenti nella zona e fu istituito anche un campo di concentramento. Le tombe delle vittime dei campi di concentramento, in particolare donne e bambini boeri, possono essere ancora oggi visitate nel vecchio cimitero appena fuori della città e sono poco meno di mille. La più famosa delle battaglie combattute attorno a Klerksdorp è la battaglia di Ysterspruit (Iron Stream), in cui il generale boero Koos de la Rey conseguì una grande vittoria. Questa è la battaglia più celebre della carriera del generale boero, in cui i suoi soldati sperimentarono l'arte di sparare durante la cavalcata. Klerksdorp fu collegata per ferrovia a Krugersdorp il 3 agosto 1897 e a Kimberley nel 1906.
Nel 2000 l'area urbana di Klerksdorp è stata inclusa con le città di Orkney, Kanana, Stilfontein, Khuma, Hartbeesfontein e Tigane in una nuova regione amministrativa di circa 350.000 abitanti, chiamata poi nel 2007 Municipalità locale di City of Motlosana. Insieme a Rustenburg costituisce il cuore economico della provincia del nord-ovest. Attualmente è ancora un importante centro minerario per l'estrazione dell'oro, anche se la sua importanza è diminuita durante gli ultimi anni. Un forte terremoto nel marzo del 2005 ha causato dei gravi danni alla periferia est di Stilfontein e alla sua industria mineraria di estrazione dell'oro. In futuro dovrebbe crescere come produttrice di uranio.
L'area di Klerksdorp svolge inoltre un ruolo importante nell'agricoltura del Sudafrica per la coltivazione di mais, sorgo, arachidi e girasoli. A Klerksdorp si trova la sede della maggiore compagnia agricola dell'emisfero meridionale, la Senwes. Questa zona è anche nota per l'allevamento di bovini di razza Sussex, tanto che la città è la sede della South African Sussex Cattle Breeders Association.

## Attrazioni turistiche
- Pozzi minerari scavati nel 1880

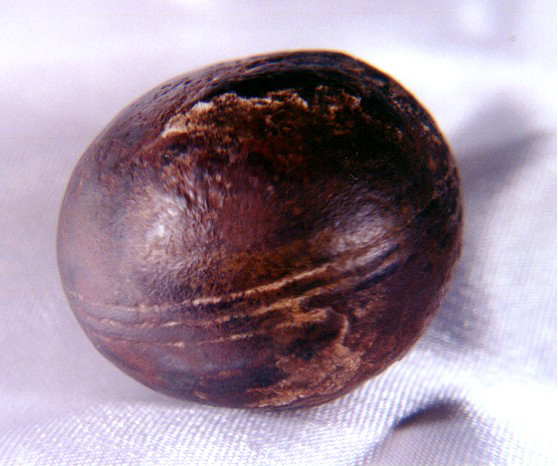
Una delle sfere metalliche di Klerksdorp.

- Il Museo Klerksdorp. Costruito nel 1891 come prigione e utilizzata come tale fino al 1973. La casa del guardiano ospita mostre d'epoca. Le sfere metalliche di Klerksdorp sono custodite all'interno di questo museo.
- La riserva naturale di Faan Meintjies situata a circa 15 km da Klerksdorp. Ospita 30 specie di selvaggina e 150 specie di uccelli.
- Il sentiero escursionistico di Oudorp. Si tratta di un percorso di 12 km che attraversa il centro storico della città.
- Goudkoppie (Gold Hill) è l'ultima delle attrazioni turistiche della città. Si trova vicino alla strada N12 e sulla linea ferroviaria Johannesburg-Città del Capo.
- La diga di Klerksdorp si trova a 10 km dalla città, lungo la strada per Ventersdorp.

## Sport
Lo stadio Markotter è situato tra Klerksdorp e Vaal Reefs ed è un famoso campo sportivo per le gare di atletica delle maggiori scuole.

## Sanità
Quattro ospedali privati, aumentano il livello qualitativo sanitario di Klerksdorp. Alcuni ospedali applicano dei trattamenti avanzati nella cura del cancro e sono di riferimento per molte persone del distretto.

## Criminalità
Una recente statistica pubblicata dal South African Police Service (SAPS), nel 2008, mostra che i reati commessi a Klerksdorp sono in aumento. I furti nelle abitazioni sono aumentati da 1 caso nel 2006-2007 a 10 casi nel 2007-2008 e i furti alle imprese commerciali sono aumentati da 1 caso nel 2006-2007 a 15 casi nel 2007-2008. Benché questo incremento della criminalità sia fonte di preoccupazione, in confronto ad altre città Klerksdorp è tuttora considerato uno dei luoghi più sicuri del Sudafrica.